# Ribes de Freser (kommun)
Ribes de Freser är en kommun i Spanien.   Den ligger i provinsen Província de Girona och regionen Katalonien, i den östra delen av landet, 500 km öster om huvudstaden Madrid. Antalet invånare är 1 914. Arean är 42 kvadratkilometer. Ribes de Freser gränsar till Planoles, Queralbs, Pardines, Ogassa, Campdevànol och Campelles. 
Terrängen i Ribes de Freser är kuperad söderut, men norrut är den bergig.